# Avhustivka, Kozova
Avhustivka (în ucraineană Августівка) este localitatea de reședință a comunei Avhustivka din raionul Kozova, regiunea Ternopil, Ucraina.

## Demografie
Componența lingvistică a localității Avhustivka
     Ucraineană (100%)
Conform recensământului din 2001, toată populația localității Avhustivka era vorbitoare de ucraineană (100%).